# Поворино (станция)
Пово́рино — узловая участковая железнодорожная станция Лискинского региона Юго-Восточной железной дороги в городе Поворине Воронежской области.
Находится на пересечении двухпутной, электрифицированной на переменном токе, линии Купянск — Пенза Нижегородско-Харьковского хода и однопутном участке на тепловозной тяге Грязи — Иловля Волгоградского хода.
До 2012 года у поездов дальнего следования, следующих по Волгоградскому ходу, на этой станции происходила смена локомотивов.

## История
Станция открыта в 1870 году и получила название по соседнему селу Поворину.
В годы Гражданской войны станцияи прилегающие к ней деревни стали местом кровопролитных боёв. В январе — феврале 1918 года здесь противостояли друг другу казачьи формирования генерала А. М. Каледина и созданные на всех близлежащих станциях боевые дружины, в помощь которым были посланы отряды красногвардейцев из Воронежа, Богучара, Павловска, Острогожска, Новохопёрска.
В 1935 году к станции был проложен второй железнодорожный путь, в результате чего станция стала пропускать значительно больше грузов, её стратегическое значение увеличилось.

## Дальнее следование по станции
По графику 2024/2027 годов через станцию курсируют следующие поезда дальнего следования:

### Круглогодичное движение поездов
| № поезда      | Маршрут движения            | Направление движения | № поезда      | Маршрут движения            | Направление движения |
| ------------- | --------------------------- | -------------------- | ------------- | --------------------------- | -------------------- |
| 1 «Волгоград» | Волгоград — Москва          | На Грязи             | 2 «Волгоград» | Москва — Волгоград          | На Волгоград         |
| 15            | Волгоград — Москва          | На Грязи             | 16            | Москва — Волгоград          | На Волгоград         |
| 75 «Таврия»   | Омск — Симферополь          | На Лиски             | 76 «Таврия»   | Симферополь — Омск          | На Балашов           |
| 89            | Волгоград — Санкт-Петербург | На Грязи             | 90            | Санкт-Петербург — Волгоград | На Волгоград         |
| 115           | Томск — Адлер               | На Лиски             | 116           | Адлер — Томск               | На Балашов           |
| 117           | Самара — Адлер              | На Лиски             | 118           | Адлер — Самара              | На Балашов           |
| 309           | Воркута — Адлер             | На Лиски             | 310           | Адлер — Воркута             | На Балашов           |
| 311           | Воркута — Новороссийск      | На Лиски             | 312           | Новороссийск — Воркута      | На Балашов           |
| 325           | Пермь — Новороссийск        | На Лиски             | 326           | Новороссийск — Пермь        | На Балашов           |
| 335           | Екатеринбург — Новороссийск | На Лиски             | 336           | Новороссийск — Екатеринбург | На Балашов           |

### Сезонное движение поездов
| № поезда | Маршрут движения                   | Направление движения | № поезда | Маршрут движения                   | Направление движения |
| -------- | ---------------------------------- | -------------------- | -------- | ---------------------------------- | -------------------- |
| 203      | Томск — Анапа                      | На Лиски             | 204      | Анапа — Томск                      | На Балашов           |
| 233      | Екатеринбург — Имеретинский курорт | На Лиски             | 234      | Имеретинский курорт — Екатеринбург | На Балашов           |
| 239      | Барнаул — Адлер                    | На Лиски             | 240      | Адлер — Барнаул                    | На Балашов           |
| 289      | Екатеринбург — Анапа               | На Лиски             | 290      | Анапа — Екатеринург                | На Балашов           |
| 473      | Самара — Анапа                     | На Лиски             | 474      | Анапа — Самара                     | На Балашов           |
| 487      | Самара — Сухум                     | На Лиски             | 488      | Сухум — Самара                     | На Балашов           |
| 497/498  | Ижевск — Адлер                     | На Волгоград         | 497/498  | Адлер — Ижевск                     | На Балашов           |
| 501      | Киров — Анапа                      | На Лиски             | 502      | Анапа — Киров                      | На Балашов           |
| 507      | Ижевск — Новороссийск              | На Лиски             | 508      | Новороссийск — Ижевск              | На Балашов           |
| 531/532  | Киров — Адлер                      | На Волгоград         | 531/532  | Адлер — Киров                      | На Балашов           |
| 549      | Тольятти — Адлер                   | На Лиски             | 550      | Адлер — Тольятти                   | На Балашов           |
| 583      | Казань — Анапа                     | На Лиски             | 584      | Анапа — Казань                     | На Балашов           |
| 588/587  | Москва — Имеретинский курорт       | На Лиски             | 588/587  | Имеретинский курорт — Москва       | На Грязи             |
| 591      | Пермь — Анапа                      | На Лиски             | 592      | Анапа — Пермь                      | На Балашов           |
| 595      | Новый Уренгой — Анапа              | На Лиски             | 596      | Анапа — Новый Уренгой              | На Балашов           |

## Галерея
- Главный вход в здание вокзала с перрона
- Памятник паровозу Л-1585 и памятник железнодорожнику
- Здание локомотивного депо
- Территория локомотивного депо

- Прибытие на ст. Поворино. Поезд № 326 Новороссийск — Пермь 2 на YouTube
- Отправление со ст. Поворино. Поезд № 326 Новороссийск — Пермь 2 на YouTube